# ÞÞÞÞÞÞÞÞÞÞÞ
ÞÞÞÞÞÞÞÞÞÞÞ je páté studiové album švédské black metalové kapely Arckanum. Vydáno bylo v roce 2009 francouzským hudebním vydavatelstvím Debemur Morti Productions. Nahráno bylo ve studiu Stage One německého producenta Andyho Classena.
Atypický název je složen z jedenácti písmen Þorn (pochází z runy Thurisaz), kterými začíná všech 11 skladeb alba.

## Seznam skladeb
1. Þórhati – 3:59
2. Þann Svartís – 4:06
3. Þyrpas Ulfar – 5:36
4. Þursvitnir – 5:49
5. Þyrstr (instrumentální) – 1:33
6. Þjóbaugvittr – 4:45
7. Þjazagaldr – 4:54
8. Þá Kómu Niflstormum – 7:47
9. Þrúðkyn – 4:29
10. Þríandi – 4:16
11. Þyteitr (instrumentální) – 2:47

## Sestava
- Johan Lahger (Shamaatae) – vokály, všechny nástroje